# Kenny Marchant

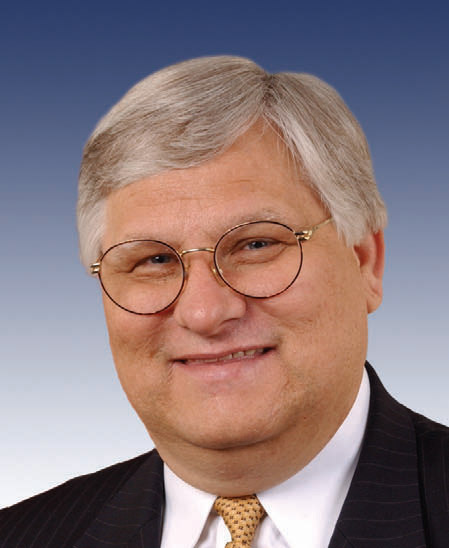
Kenny Marchant

Kenny Marchant (* 23. Februar 1951 in Bonham, Texas) ist ein US-amerikanischer Politiker der Republikanischen Partei. Er vertrat von 2005 bis 2021 den 24. Kongresswahlbezirk von Texas im Repräsentantenhaus der Vereinigten Staaten.

## Familie, Ausbildung und Beruf
Marchant wurde 1951 in Bonham im Fannin County geboren. Er studierte an der South Nazarene University in Bethany, Oklahoma und erhielt dort 1974 seinen Bachelor of Arts. 1975 bis 1976 besuchte Marchant das Nazarene Theological Seminary in Kansas City, Missouri. Er wurde Unternehmer im Bausektor.
Marchant ist verheiratet und hat drei Söhne und eine Tochter.

## Politische Laufbahn
Ab 1980 war er Mitglied des Stadtrates von Carrollton und wurde 1984 zum Bürgermeister der Stadt gewählt. Dieses Amt hatte er bis 1987 inne, als er in das Repräsentantenhaus von Texas gewählt wurde und dort von 1987 bis 2004 Abgeordneter war.
Bei der Wahl 2004 wurde Marchant im 24. Kongresswahlbezirk des Bundesstaates Texas in das Repräsentantenhaus der Vereinigten Staaten in Washington, D.C. gewählt, wo er am 3. Januar 2005 sein Mandat antrat. Er wurde in diesem Wahlkreis, der Vorstädte von Fort Worth und Dallas umfasst, bei allen folgenden Wahlen bestätigt, zuletzt 2018. Bei dieser Halbzeitwahl von Donald Trumps Präsidentschaft setzte er sich allerdings nur mit einem Vorsprung von knapp drei Prozentpunkten gegen die Demokratin Jan McDowell durch, nachdem er zuvor deutlichere Siege erreicht hatte. Anfang August 2019 gab Marchant bekannt, dass er bei der kommenden Wahl 2020 nicht wieder antreten werde. Marchant war der vierte texanische Republikaner innerhalb weniger Wochen, der auf ein Wiederantreten 2020 für das US-Repräsentantenhaus verzichtete. Sein Mandat endete mit dem 116. Kongress am 3. Januar 2021. Er wurde von Beth Van Duyne abgelöst.
Er ist bzw. war Mitglied im Committee on Ways and Means und im Ausschuss für Bildung und Arbeit sowie in vier Unterausschüssen. Er gehört auch dem Republican Study Committee und dem Tea Party Caucus als Gründungsmitglied an. Vormals gehörte Marchant dem Ausschuss für Finanzdienstleistungen, und dem Committee on Oversight and Government Reform an.

## Belege
1. ↑  Adam Willis, Abby Livingston, Patrick Svitek: U.S. Rep. Kenny Marchant will not seek reelection, marking the fourth recent GOP retirement in Texas. In: The Texas Tribune, 4. August 2019.

| Personendaten    | Personendaten               |
| ---------------- | --------------------------- |
| NAME             | Marchant, Kenny             |
| KURZBESCHREIBUNG | US-amerikanischer Politiker |
| GEBURTSDATUM     | 23. Februar 1951            |
| GEBURTSORT       | Bonham, Texas               |